# مارسيلو فيجوراس
مارسيلو فيجوراس (بالإسبانية: Marcelo Figueras)‏ هو كاتب سيناريو وكاتب وصحفي أرجنتيني، ولد في 1962 في بوينس آيرس في الأرجنتين.

## وصلات خارجية
- مارسيلو فيجوراس على موقع IMDb (الإنجليزية)
- مارسيلو فيجوراس على موقع قاعدة بيانات الفيلم (الإنجليزية)